# 도둑과 경관
《도둑과 경관》(Rene La Canne)은 프랑스에서 제작된 프란시스 지로드 감독의 1976년 영화이다. 장 카르메 등이 주연으로 출연하였고 자크-에릭 스트라우스 등이 제작에 참여하였다. 출시명은 누구에게 줄까요이다.
1977년 개봉되었으며 534,714명의 관람객 수를 기록하였다.

## 출연

### 주연
- 장 카르메
- 제라르 드빠르디유
- 리카르도 가로네
- 자크 주안뉴
- 실비아 크리스텔

### 조연
- 발레리 메레스
- 스테파노 패트리지
- 미첼 피콜리
- 베난티노 베난티니